# Analisi biografica a orientamento filosofico
L’analisi biografica a orientamento filosofico (acronimo: abof) è una relazione di cura in senso filosofico.
L'abof rivisita profondamente i campi della filosofia e delle psicologie del profondo creando una nuova area di studio e di pratiche che attiene alla ricerca di senso per gli individui e per i gruppi che vivono il desiderio di esplorare il loro malessere anche al di fuori del perimetro della clinica. Si riscopre in questo senso il versante esistenziale della cura che fu la cifra originaria della filosofia intesa come modo di vivere.
Umberto Galimberti l’ha inserita nel Nuovo dizionario di Psicologia, Psichiatria, Psicoanalisi e Neuroscienze, alla voce biografico (metodo)  poiché è nella singola vicenda biografica di ciascun individuo, che si scopre espressione condizionata del mondo, che è possibile scorgere e provare
«a ricucire le scissure che nascono dall’esperienza familiare e personale, ma che trovano le loro precondizioni nelle separazioni e contrapposizioni della nostra cultura.» 
L’abof, ideata dal filosofo e psicoanalista Romano Màdera, propone di superare queste spaccature a favore di uno sguardo d’insieme che, nel solco della tradizione filosofica di diversi indirizzi, sappia
 «“vedere secondo il tutto” (katholou greco), cioè cogliere ogni cosa nei suoi raccordi con ogni altra, comprendendola in un gioco di interdipendenza e mutua determinazione.»
Se non si vuole ridurre la complessità del reale alla sfera dell’io occorre riconoscere come ogni singola biografia sia intessuta da un vasto ordito di relazioni (materiali, storiche, simboliche, culturali, sociali) che la innervano e alle quali contribuisce a sua volta a dare forma. Il tragitto esistenziale è tracciato a partire dall’intreccio di costanti antropiche e variazioni storico-culturali che il mondo mette a disposizione di ogni vita. In tal senso l’abof non pensa il soggetto come un punto di partenza – quindi come una sostanza determinata e uguale a sé stessa che sia formata sin dalla nascita – bensì come risultato in divenire di istanze molteplici e convergenti, luogo di condensazione che, singolarizzando il comune della specie e della cultura di appartenenza, è consegnato all’avventura di un processo aperto di riconoscimento reciproco e autoriconoscimento, che non può escludere di principio conflitti e crisi periodiche di adattamento al vivere associato.
Lo specifico filosofico di tale proposta, tuttavia, non si riduce a questa capacità di sguardo d’insieme. Si incardina nella ricerca di un senso che sappia orientare l’esistenza, reggere di fronte alle prove della vita in momenti difficili e facilitarne la piena fioritura in un’ottica “individuativa”.
La comprensione delle coordinate dell’abof sarebbe incompleta senza un esame dei quattro punti cardinali che fanno di questa pratica dialogica di consapevolezza una declinazione specifica del metodo biografico: 1) il binomio “espressione e riconoscimento”, per cui il soggetto matura solo se libero di esprimersi in uno spazio relazionale accogliente e rispettoso, che fornisca il riconoscimento necessario per consolidare un sano senso di sé ; 2) l’integrazione progressiva dei nostri “doppi impresentabili” (aspetti temuti, poco contattati e non accettati di sé) con graduale abbandono delle quotidiane “maschere di carattere” indossate per conformarsi alle aspettative sociali dominanti; 3) la “simbologica” come convivenza creativa tra pensiero indirizzato, logico e discorsivo, da un lato, e pensiero fantasticante, immaginativo e simbolico, dall’altro. Invece di contrapporre queste dimensioni dell’umano, la simbologica ricuce la scissione e nella differenza apprezza il contributo di entrambe le forme di pensiero per una ricerca integrata di senso; 4) l’esercizio delle trascendenze antiche e nuove, finalizzato al superamento della centratura autocompulsiva e dell’egoismo, con relativa ricollocazione del senso di sé all’interno di una percezione più vasta delle relazioni tra i viventi e dei legami che li connettono affidandoli a una comunanza di destino ormai planetaria.
Rispetto al tema della sofferenza esistenziale, l’abof considera i momenti critici della vita come passaggi ineludibili, cogliendo nel concetto di “crisi di presenza” coniato da Ernesto de Martino uno spunto prezioso per descrivere il rischio, comune a tutti gli umani, di perdere orientamento quando le condizioni del divenire storico-sociale minacciano l’equilibrio delle persone. L’abof, assumendo una prospettiva sul disagio che è anche antropologica e filosofica, si rivolge soprattutto a chi vuole proteggere e potenziare la propria presenza fronteggiando le difficoltà della vita che impongono un ripensamento della propria posizione etica ed esistenziale. Le dinamiche che concorrono a generare tali difficoltà sono sistemiche e irriducibili alla sola sfera psicologica: mettono piuttosto in gioco l’interezza del soggetto e la sua capacità di reperire un senso vitale nel flusso molteplice dell’esperienza. 

## Le origini e lo sfondo
L’abof è una delle pratiche filosofiche  diffuse in Italia dagli anni Novanta del XX secolo in ambito sociale, educativo, universitario e di cura. Per questo sono richiesti all’analista biografico a orientamento filosofico (o analista filosofo) non solo la competenza professionale ma, come condizione di tutto il suo agire, l’indirizzo vocazionale della sua vita alla filosofia, concretizzato nella dedizione agli esercizi filosofici personali e comunitari, e nella formazione permanente della persona.
Per l’abof il metodo è costituito in primo luogo dall’analista stesso, secondo l’indicazione di Jung riguardo alla psicoterapia, ma ciò vale in ogni ambito professionale di cura e di vita quotidiana:
«Ogni psicoterapeuta non ha il suo metodo: “è egli stesso quel metodo”. Ars totum requirit hominem.»
Fu Carl Gustav Jung, nel 1951, a sottolineare come l’analisi richiedesse spesso un sapere di carattere filosofico, quando fece presente che vi erano:
«non pochi cosiddetti pazienti che, pur non essendo affetti da una nevrosi clinicamente classificabile, consultano il terapeuta a causa di conflitti psichici e altre difficoltà della vita, sottoponendogli problemi la cui soluzione implica la discussione di principi ultimi. Spesso queste persone sanno benissimo, mentre il nevrotico lo sa raramente, o non lo sa mai, che i loro conflitti riguardano il problema fondamentale del loro atteggiamento e che questo atteggiamento dipende da determinati principi o idee generali, insomma da certe convinzioni religiose, etiche o filosofiche.»
Lo psicoanalista svizzero non è certo l’unico a indicare la necessità di rinnovare lo sguardo sulla pratica analitica tesaurizzando, anche in chiave di terapia dell’esistenza, un sapere filosofico inteso come ricerca biografica di un senso che sappia indirizzare l’esistenza e rendere conto di ciò che accade. Secondo lo psicoterapeuta esistenziale Irvin Yalom, ad esempio, il lavoro di cura
«affonda le radici non solo nei nostri immediati antenati psicoterapeuti, a partire da Freud e Jung , e tutti i loro antenati – Nietzsche, Schopenhauer, Kierkegaard – ma anche Cristo, Buddha, Platone, Socrate (…) che hanno, sin dall’inizio dei tempi, alleviato la disperazione umana.»
al punto che a più riprese ha sottolineato l’importanza della filosofia nelle sue terapie.
L’abof si è sviluppata proprio con l’intento di promuovere una simile sintesi integrandola anche con la pedagogia del corpo, le pratiche meditative e quelle autobiografiche, lo sguardo sistemico e gli orizzonti simbolici delle diverse tradizioni religiose, rivisitati in chiave laica, in un’ottica che non escluda il mondo né lo riduca alla vicenda delle pulsioni e dei loro fantasmi di desiderio.

## L’analista biografico a orientamento filosofico
Coloro che praticano e professano l’analisi biografica a orientamento filosofico (per brevità detta anche analisi filosofica) si definiscono analisti biografici a orientamento filosofico (abof). La pratica dell’analista biografico a orientamento filosofico offre, a chi avverte un malessere dovuto al disorientamento esistenziale e alla difficoltà di reperire un senso nella vita, un metodo di accesso alle proprie risorse interiori indispensabile per tramutare il disagio in opportunità di crescita. Non si rivolge alle dimensioni psicopatologiche che richiedono un trattamento diverso dalle competenze di cura dell’analista biografico a orientamento filosofico, a meno che questi non sia anche uno psicoterapeuta, psicologo o psichiatra. Gli abof che sono psicoterapeuti, psicologi o psichiatri portano l'orientamento filosofico anche nel loro lavoro clinico, gli altri operano consapevolmente fuori dall'ambito sanitario. I componenti di SABOF (Società di Analisi Biografica a Orientamento Filosofico) praticano gli esercizi comunitari avvalendosi, per il confronto e il dialogo sui temi prescelti, delle cosiddette cinque regole della comunicazione biografico-solidale sviluppate già negli ultimi anni del Novecento all’interno dei gruppi di pratiche filosofiche promossi in Italia da Romano Màdera e Luigi Vero Tarca. 
Le regole prevedono l’assunzione consapevole di una forma comunicativa nonviolenta, capace di stimolare l’incontro fecondo e lo svuotamento dei contrasti sterili e distruttivi, senza per questo negare il portato trasformativo insito nel conflitto e nella differenza di posizioni teoriche, politiche, esistenziali, religiose… Le regole si riassumono nell’invito a: 1) affrontare la comunicazione riportando a sé, cioè alla propria esperienza biografica, i contenuti che si sottopongono all’attenzione altrui; 2) promuovere il riconoscimento reciproco e frenare la contrapposizione di tesi laddove prevalga l’intenzione di affermare una verità a danno di tutte le altre; 3) empatizzare con il racconto dell’altro e interdire le interpretazioni sostitutive che suggeriscono “Tu hai detto, ma in realtà volevi dire”; 4) usare la cosiddetta “offerta anamorfica” per fornire nuove opportunità di lettura degli eventi che sappiano cogliere punti di vista ulteriori rinunciando comunque alla pretesa di detenere un sapere superiore su quanto narrato dall’interlocutore; 5) sospendere l’assenso interiore a fantasie e pensieri critici/distruttivi, lavorando sulle proprie proiezioni d’ombra in vista di un’integrazione del negativo che ne depotenzi gli aspetti tossici e infruttuosi.
La provenienza degli analisti biografici a orientamento filosofico da diversi orientamenti teorici (neofreudiano, junghiano, lacaniano, bioniano, gestaltico, bioenergetico, sistemico-relazionale…) e la varietà dei titoli professionali conseguiti (psicologo, psicoterapeuta, counselor, pedagogista, consulente autobiografico…) testimoniano di un metodo aperto – quello appunto biografico basato sulle cinque regole – che mette al centro del suo interesse non tanto le distinzioni formali e istituzionali inerenti all’esercizio dei propri atti tipici, quanto la qualità delle esperienze umane e professionali vissute, la consapevolezza del nesso tra filosofia come stile di vita e cura esistenziale, la capacità di leggere e analizzare la complessità di una società in rapida evoluzione e involuzione, con i suoi enormi bisogni di sostegno e orientamento che esondano dall’alveo della medicina specialistica e riguardano trasversalmente tutti gli strati della popolazione.
Propria dell’analista biografico a orientamento filosofico è la vocazione, dentro e fuori la stanza d’analisi, a prendersi cura del senso (l’orientamento nella vita) e ad accompagnare gli altri in questo esercizio di consapevolezza.

## Al crocevia tra campi del sapere e pratiche di aiuto

### Analisi-biografica: psiche e racconto di Sé
L’analisi richiama la psicoanalisi e la psicologia analitica, con attenzione alla relazione di transfert e controtransfert, al linguaggio dei sogni e dei simboli, al processo di individuazione junghiano.
Avendo questi come punti di riferimento principali, l’abof assume, in base al proprio percorso di formazione,
«ogni tecnica, metodo, concettualizzazione, che provenga dal vasto campo delle psicologie del profondo e delle psicoterapie in genere, considerati, dopo un attento esame della situazione, adatti a comprendere e approfondire le possibilità dell’analizzante di rinvenire un racconto biografico capace di tenere il timone del senso nella navigazione della vita.
L’aspetto biografico fa riferimento alla personalità nei suoi diversi aspetti (non solo la vita psichica, bensì la cultura d’appartenenza, l’educazione, le relazioni sociali ecc.) che attraverso l’abof intendono essere rinarrati in una nuova trama, in un nuovo senso dell’esistenza. 
La dimensione biografica è vista come parte potenzialmente riflessiva della storia collettiva, delle cornici e dei contesti relazionali ai quali l’analista filosofo deve prestare sempre attenzione: prospettiva sottolineata anche dalla psicologia sistemica, e dai più recenti sviluppi della stessa psicoanalisi, come assunto ad esempio da Stephen A. Mitchell, e in ottica di integrazione tra spiritualità laica, filosofia e cura dell’anima da Irvin Yalom.
Tra le teorie e le pratiche di riferimento vi sono quelle dell’autobiografia e della biografia, intese come metodi rivolti alla cura di sé e degli altri, secondo quanto teorizzato e praticato da pedagogisti come Duccio Demetrio, Laura Formenti, e in ambito sociologico da Paolo Jedlowski.

### La mediazione corporea
Nella prospettiva dell’analisi biografica a orientamento filosofico il linguaggio del corpo deve essere ascoltato, considerandolo protagonista attivo. 
L’idea è che nulla di quanto si fa in una relazione di cura dovrebbe essere separato dalla consapevolezza della mediazione corporea nella quale cura e formazione si attuano e si riflettono.
Tra gli ambiti di riferimento, vi sono le pratiche di consapevolezza che, grazie alla ricerca di Jerzy Grotowski e al pensiero delle pratiche di Carlo Sini, si sviluppano a partire dal lavoro attraverso il corpo e la percezione e quelle che ruotano attorno alla pedagogia del corpo, teorizzata e praticata da pedagogisti come Ivano Gamelli. Il corpo, nello spazio del colloquio, riceve un’attenzione specifica che riconosce ad esso il fatto di essere centro e limite per il soggetto, dunque misura concreta del possibile in tensione e bilanciamento con la capacità mentale di immaginare altrimenti e di costruire scenari differenti dalle condizioni date.

### L’orientamento filosofico
Per l’analista biografico a orientamento filosofico, il nesso tra discorso e modo di vivere è fondante in una prospettiva filosofica, come indicato da Pierre Hadot  e attualizzato da esperienze come le pratiche filosofiche. La tradizione filosofica è ricca di risorse per la cura di sé e dell’altro, per la terapia dell’anima e della convivenza collettiva.
L’abof intende rinnovare l’antica vocazione terapeutica della filosofia, nel senso che ne ha dato il filosofo greco Epicuro:
«Vana è la parola di quel filosofo dalla quale nessuna passione umana viene curata. Come non v’è nessuna utilità d’un’arte medica che non liberi il corpo dai suoi mali, così neppure della filosofia se non libera l’anima dalle sue passioni.
L’aspetto caratterizzante dell’abof, cioè la sua dimensione specificamente filosofica, è l’attenzione a trovare nelle tracce biografiche dell’analizzante, nella condivisione dei vissuti relazionali, nella sua produzione simbolica e nelle sue idee, le possibilità di trascendenza rispetto alla centratura egoica e all’autointeresse compulsivo. Le trascendenze come caratterizzazione della filosofia antica sono, per Pierre Hadot, la trascendenza verso il discorso vero, verso il mondo e verso gli altri.
A queste forme di trascendenza si aggiungono, nella pratica dell’abof, quelle verso il magistero interiore, verso la trasformazione del negativo, in direzione di una ricostruzione mitobiografica dei vissuti e, infine, verso l’apertura al desiderio di desiderio.
Con “ricostruzione mitobiografica” si allude alla ricerca di un mito in sviluppo rinvenibile nella vita di ogni individuo, un mito individuale, come più volte indicato dal fondatore della psicologia analitica Carl Gustav Jung e definito da Ernst Bernhard.